# San Martín de Galvarín
San Martín de Galvarín (en euskera San Martin Galbarin, en ocasiones Donamartiri Galbarin) es una localidad del municipio burgalés de Condado de Treviño, en la Comunidad Autónoma de Castilla y León (España). 

## Localidades limítrofes
Confina con las siguientes localidades:
- Al norte con Pedruzo.
- Al noreste con Torre.
- Al este con Mesanza.
- Al sur con Baroja.
- Al suroeste con Moraza.
- Al noroeste con San Martín Zar y Arana.

## Demografía
Evolución de la población
| Gráfica de evolución demográfica de San Martín de Galvarín entre 2000 y 2023 |
|                                                                              |
| Población de derecho (2000-2017) según el padrón municipal del INE           |

## Historia
Así se describe a San Martín de Galvarín en el tomo VIII del Diccionario geográfico-estadístico-histórico de España y sus posesiones de Ultramar, obra impulsada por Pascual Madoz a mediados del siglo XIX:

Aldea en la provincia, audiencia territorial y capitanía general de Burgos (24 leguas), diócesis de Calahorra (18), partido judicial de Miranda de Ebro (5), y ayuntamiento de Treviño (2). Situada al S en una altura, donde reina principalmente el viento N, siendo su clima frío y las enfermedades más comunes constipados. Tiene 7 casas, una fuente extramuros, cuya agua es templada en invierno y fresca en verano; una iglesia parroquial (la Aparición de San Miguel), servida por un cura párroco; últimamente un cementerio unido a la misma iglesia. Confina el término N Torre y Samiano; E Baroja; S Moraza, y O Arana; en el término de esta aldea, y a distancia de dos tiros de bala, existió el pueblo de Galbarín que fue destruido por una epidemia. El terreno es de ínfima calidad y atraviesa por él un arroyo muy poco caudaloso que no tiene nombre y nace en Zumento y Baroja; lleva su curso hacia el N y va a morir en el río Ayuda más debajo de Torre; hay sobre él 2 pequeños puentes de piedra; al E se encuentra el monte llamado Mocho Roble, y al S otro titulado Serrute, ambos de corta extensión y con pastos para los ganados. Caminos: los vecinales en mal estado. Producciones: trigo, cebada, avena, yeros, legumbres, maíz, centeno y patatas; ganado lanar, mular, caballar y vacuno para la labranza. Población: 8 vecinos, 30 almas. Capital productivo: 12.000 reales. Imponible: 437.
Diccionario geográfico-estadístico-histórico de España y sus posesiones de Ultramar